# Flock (poesi)
Flock (fornvästnordiska flokkr) kallades i den fornvästnordiska litteraturen en flerstrofig dikt, vilken saknade drapans strikta disposition med dess uppdelning i olika avdelningar (stefjabálkar) som avgränsades från varandra genom stef (ett slags omkväde). Flockens vanligaste versmått var dróttkvætt. Med flockar kunde man hylla hövdingar och jarlar, men inte gärna kungar, eftersom flocken ansågs mindre hedrande än drapan. När Torarin lovtunga av oförstånd besjöng Knut den store med en flock, dömdes han för detta majestätsbrott till döden, men benådades sedan han stuvat om flocken till en drapa samt tilldiktat stef.
De flesta flockar var hyllningskväden till stormän, men någon ämnesbegränsning förelåg inte. Så är till exempel Sighvat Tordssons berömda Austrfararvísur en samling poetiska reseminnen från ett hedniskt Västergötland, medan Einar Gilssons Selkolluvísur handlar om hur ett övernaturligt väsen blev fördrivet.